# Biblioteca Pública Digital d'Amèrica
La Biblioteca Pública Digital d'Amèrica (Digital Public Library of America o DPLA), va ser llençada oficialment el 18 d'abril de 2013. És un projecte estatunidenc que es dedica a facilitar l'accés públic, gratuït i universal als continguts digitals creant una biblioteca digital pública a gran escala, que posi a disposició de les biblioteques, arxius i museus nord-americans totes les riqueses intel·lectuals acumulades. La plataforma serveix com a nexe de set biblioteques: la Biblioteca Digital West Mountain (Utah, Nevada i Arizona), la Digital Commonwealth (Massachusetts), la Biblioteca Digital de Georgia, la Biblioteca Digital de Kentucky, la Biblioteca Digital de Minnesota, la Biblioteca Digital de Carolina del Sud i la Biblioteca Digital Oregon.

## Junta Directiva
Al setembre de 2012, un Consell d'Administració va ser escollit per tal de dirigir aquest nou projecte: Cathy Casserly, director executiu de Creative Commons; Paul Courant, bibliotecari d'universitat i degà de biblioteques, Harold T. Shapiro, col·legiat professor de Política Pública, Arthur F. Thurnau, professor d'Economia i d'Informació de la Universitat de Michigan; Laura DeBonis, exdirectora d'associacions de biblioteca per a llibres de Google; Luis Herrera, bibliotecari de la ciutat i Comtat de San Francisco; i John Palfrey, director de la Phillips Academy Andover.
Al 2015 John Palfrey, president fundador de la junta, va ser succeït per Amy Ryan, de la Biblioteca Pública de Boston. A més, Jennifer Lee, va unir-se a la junta.

## Història
La iniciativa de la Biblioteca Pública Digital d'Amèrica va sorgir a través d'un comitè de planificació dirigit per Robert Darnton, director de la xarxa de biblioteques universitàries a la Universitat Harvard, i altres professionals implicats de diferents centres acadèmics i bibliotecaris americans, com una resposta al model de Google Books, mantenint el model americà de biblioteca pública que ha de servir a tothom i sense ànim de lucre. En el moment de la seva concepció a l'octubre de 2010, el DPLA va ser vist com una alternativa a un dels projectes més ambiciosos mai imaginats per comercialitzar l'accés a la informació: "Google Book Search". Google es va proposar digitalitzar milions de llibres a les biblioteques de recerca i després va proposar vendre subscripcions a la base de dades resultant. Després d'haver proporcionat els llibres a Google de franc, les biblioteques haurien de comprar de nou l'accés a ells, en forma digital, a un preu que serà determinat per Google i que podrien escalar tan desastrosa com els preus de les revistes especialitzades.
Ben aviat van sorgir veus crítiques amb el projecte durant la fase de planificació referides a la seva vaguetat, la manca de cohesió interna, la superposició amb esforços similars (com el Projecte Gutenberg), i la possibilitat de dispersar el suport financer a les biblioteques públiques existents.
Equips de treball i personal de la Universitat Harvard, dirigits pel director gerent del projecte, Maura Marx, i el principal investigador, John Palfrey, van coordinar la construcció de la plataforma de la biblioteca digital de la DPLA, que es va llançar l'abril de 2013.
A l'abril de 2014, les seves col·leccions incloïen ja set milions de llibres i altres objectes, tres vegades la quantitat que va oferir quan es va posar en línia un any abans. Procedien de més de 1.300 institucions ubicades en els cinquanta estats americans, sent àmpliament utilitzats per gairebé un milió de visitants de diverses procedències.